# Osmanpınarı, Şarkışla
Osmanpınarı là một xã thuộc huyện Şarkışla, tỉnh Sivas, Thổ Nhĩ Kỳ. Dân số thời điểm năm 2011 là 142 người.